# Habanera (Chabrier)
Habanera è una composizione musicale per pianoforte scritta nel 1885 dal musicista francese Emmanuel Chabrier e successivamente orchestrata dallo stesso compositore. Habanera è la forma femminile del sostantivo spagnolo habanero, che significa "dall'Avana".

## Storia
Chabrier fu, per i primi 40 anni della sua vita, un avvocato, dipendente del Ministero dell'interno francese. In gran parte autodidatta la sua produzione non fu molto estesa, ma alcune sue composizioni hanno superato la prova del tempo. Tra le sue opere più importanti ci sono la rapsodia orchestrale España (1883) e le sue opere per pianoforte, tra cui Habanera (1885), in seguito arrangiata per orchestra. Entrambi questi pezzi furono ispirati da un tour di sei mesi in Spagna, che Chabrier fece con sua moglie dopo aver lasciato il suo lavoro al Ministero. Entrambi i brani ebbero un enorme ed immediato successo: Chabrier scrisse ad un amico: "Habanera è ovunque un bis".
Originariamente per pianoforte, Habanera fu trascritto per orchestra dal compositore per un concerto tenuto da Chabrier nel 1888. La versione per pianoforte fu la prima ad essere pubblicata (1885). La versione orchestrale, trasposta al Re, non fu pubblicata fino al 1889. L'Habanera è un bell'esempio del genere spagnolo che era così popolare nelle opere dei compositori francesi nel XIX e all'inizio del XX secolo.

## Analisi musicale
L'Habanera, come il tango con cui condivide lo stesso ritmo, con i suoi ritmi spagnoli cadenzati, è una danza spagnola lenta e voluttuosa, anzi lasciva, presa in prestito da Cuba (La Habana è il nome spagnolo della capitale dell'isola). Il suo tema principale è semplice, ma riappare in una modulazione inaspettata in mi maggiore (l'opera è in re bemolle maggiore) e viene poi impreziosita da un'ingegnosa contro-melodia nella mano sinistra, con il più felice dei risultati.
Chabrier non è stato il primo a trasformare una danza popolare in un brano classico (la Carmen di Bizet precede il lavoro di Chabrier di un buon decennio), ma Habanera di Chabrier cattura così brillantemente l'essenza stessa del paese che l'ha ispirata che è facile dimenticare che è non il lavoro di un compositore ispanico. Altri compositori (anche francesi) hanno seguito l'esempio creando proprie opere in stile Habanera, tra questi Massenet, Saint-Saëns e Ravel.

## Strumentazione
La strumentazione per la versione orchestrale comprende:
- Ottavino, flauto, oboe, fagotto, clarinetto soprano, clarinetto contralto, clarinetto basso
- Sassofono contralto, sassofono tenore, sassofono baritono, cornette, corno, trombone, eufonio, tuba
- Timpani, percussioni (grancassa, nacchere, rullante, tamburello, blocchi di legno)